# Odpowiedź wtórna
Odpowiedź odpornościowa wtórna, lub anamnestyczna – odpowiedź immunologiczna, rozwijająca się w następstwie odpowiedzi pierwotnej, przy ponownym kontakcie z określonym antygenem. Pierwszy kontakt z antygenem skutkuje rozwojem pamięci immunologicznej, której elementy stanowią limfocyty B i T pamięci, dzięki której układ odpornościowy jest zdolny do sprawniejszej odpowiedzi immunologicznej. Odpowiedź wtórna rozwija się szybciej niż pierwotna, wytwarzanie i stężenie przeciwciał osiągają większe wartości, trwa ona dłużej, a wydzielane przeciwciała są lepiej dopasowane do antygenu.